# Chaleurs d'été
Pour plus de détails, voir Fiche technique et Distribution.
Chaleurs d'été est un film français de Louis Félix sorti en 1959

## Synopsis
L’arrière pays sétois. La chaleur estivale et l’approche des vendanges sont propices à la détente dans cette belle région viticole. Robert Mans, jeune écrivain parisien venu récupérer l’héritage de son oncle se laisse séduire par les jeunes filles du coin. Entre Magali qui s’occupe de la maison, et Nina, la fille de l’hôtelier du village, s’engage une lutte acharnée pour s'approprier le nouveau maître des lieux.

## Fiche technique
- Réalisation : Louis Félix, assisté de Dominique Réty
- Scénario et dialogues : Gilles Siry et Paule Delsol
- Photographie : Arthur Raimondo et Marcel Combes
- Cadreur : Jean Malige
- Montage : Linette Nicolas
- Musique : Fernand Clare
- Directeur de production : Henri Diamant-Berger
- Producteur : Henri Diamant-Berger pour K.L.F.
- Distribution : Films Jacques Leitienne
- Tournage : du 15 septembre au 31 octobre 1958
- Pays d'origine :  France
- Pellicule : Noir et blanc - 35 mm - Son mono
- Durée : 95 minutes (2.600 mètres)
- Genre : Comédie érotique
- Dates de sortie : 
  - France : 20 novembre 1959
  - Japon : 24 novembre 1959

## Distribution
- Michel Bardinet : Robert Mans
- Patricia Karim : Lina
- Yane Barry : Magali
- Flex Dufourt
- Claude Sainlouis : Paul
- Janine Massa : Germaine

## Critiques
"Quelques beaux paysages des vignobles de l'Hérault sauvent ce film. La peinture des passions enfiévrées semble avoir été l'objectif essentiel du réalisateur et les images très audacieuses sont d'un goût douteux".